# Кастеллаф'юме
Кастеллафьюме (італ. Castellafiume) — муніципалітет в Італії, у регіоні Абруццо,  провінція Л'Аквіла.
Кастеллафьюме розташоване на відстані близько 75 км на схід від Рима, 45 км на південь від Л'Акуїли.
Населення — 1118 осіб (2014).
Щорічний фестиваль відбувається 6 грудня. 

## Демографія
Населення за роками:

Станом на 1 січня 2023 року в муніципалітеті офіційно проживало 40 іноземців з 6 країн, серед них 19 громадян країн Євросоюзу.

## Сусідні муніципалітети
- Капістрелло
- Каппадоча
- Філеттіно
- Тальякоццо